# اورتونویل (مینه‌سوتا)
اورتونویل، مینه‌سوتا (به انگلیسی: Ortonville, Minnesota) یک شهر در ایالات متحده آمریکا است که در مینه‌سوتا واقع شده‌است.

## خصوصیات
اورتونویل ۹٫۲۲ کیلومترمربع مساحت و ۱٬۹۱۶ نفر جمعیت دارد و ۳۱۰ متر بالاتر از سطح دریا واقع شده‌است.